# Afsou
Afsou (franska: Afsou (CR), Afsou (Commune Rurale), arabiska: سلوان) är en kommun i Marocko.   Den ligger i provinsen Nador och regionen Oriental, i den nordöstra delen av landet, 300 km öster om huvudstaden Rabat. Antalet invånare är 3 413.